# Merovingische oorkonde Brugge
De Merovingische oorkonde in de Stadbibliotheek van Brugge is een van de oudste documenten uit de Lage Landen. Ze is geschreven op een stuk perkament van 208 x 145 mm.
Het fragment werd in 1852 ontdekt door stadsbibliothecaris P.J. Laude bij het bekijken van een codex uit de voormalige Duinenabdij van Koksijde. In dit 13e-eeuwse geneeskundig werk was de oorkonde gebruikt als dekblad aan de binnenkant van het voorplat. Het bleek te gaan om een Latijnse verkoopakte van een stuk grond in de Bessin (Normandië). De koper was een religieuze instelling, maar nader zijn de betrokkenen niet te identificeren.
Het schrift is een Merovingisch oorkondecursief uit de tweede helft van de 7e eeuw. De negen afgebroken tekstregels illustreren het schriftverval uit die tijd.